# 元素 (范畴论)
范畴论的元素（英語：element），或点（英語：point），将集合论中集合元素的概念更推广到任何范畴的对象。通常情况下，这一想法重新表述了泛性质态射（如單態射和积）的定义及属性，用更普遍的术语映射其与元素的关系，從而使態射和元素可以互相轉換。米田引理和米切尔嵌入定理等一些普遍結論說明此種轉換為何成立。这种范畴论的方法（尤其是對米田引理的運用）由格罗滕迪克提出，通常被称为点函子方法（英語：the method of the functor of points）。

## 定义
假设范畴C拥有A ， T两个对象。 A的T值点只是一个{\displaystyle p\colon T\to A}的态射。 A 的所有T值点的集合随着T而自然变换，从而产生A的“点函子”；根据米田引理，这可以将A完全确定为C的对象。

## 与集合论的关系
当C是范畴Set，即实际元素的集合时，其与范畴论元素的情况类似。在这种情况下，我们有“单点”集合{1}，任何集合S的元素都与S的{1}的值点相同。此外，还有{1,2}值点，它们是S的元素对，或S × S的元素。这些高阶的点和集合并没有直接联系： S完全由它的{1}点决定。然而，如上所示，这是特殊情况（因为所有集合都是{1}的迭代余积）。